# Oxygonum alatum
Oxygonum alatum là một loài thực vật có hoa trong họ Rau răm. Loài này được Burch. mô tả khoa học đầu tiên năm 1822.